# Vöröstorkú légyvadász
A vöröstorkú légyvadász (Pachycephala rufogularis) a madarak osztályának verébalakúak (Passeriformes) rendjébe és a légyvadászfélék (Pachycephalidae) családjába tartozó faj.

## Rendszerezése
A fajt John Gould angol ornitológus írta le 1841-ben.

## Előfordulása
Ausztrália délkeleti részén honos. Természetes élőhelyei a mediterrán típusú cserjések. Állandó, nem vonuló faj.

## Megjelenése
Testhossza 22 centiméter, testtömege 30–38 gramm.

## Életmódja
Ízeltlábúakkal, főleg rovarokkal táplálkozik, esetenként magvakat és gyümölcsöt is fogyaszt.

## Természetvédelmi helyzete
Az elterjedési területe elég kicsi, egyedszáma 2000 alatti és csökken. A Természetvédelmi Világszövetség Vörös listáján sebezhető fajként szerepel.